# Чёрные Орлы
«Чёрные Орлы» (кор. 블랙이글, англ. Black Eagles) — пилотажная группа южнокорейских ВВС. Группа летает на восьми сверхзвуковых учебных реактивных самолётах T-50 Golden Eagle. Эскадрилья «Чёрные Орлы» была основана 1 октября 1953 года в составе Военно-воздушных сил Республики Корея. Группа принимает участие во многих национальных праздниках и международных авиашоу.

## История
Первоначально группа была сформирована 1 октября 1953 года и летала на четырех P-51 Mustang.
Затем в 1956 году эскадрилья начала выступать на учебно-тренировочных реактивных самолетах T-33 Shooting Star. Группа называлась «Авиационная показательная группа Т-33А».
2 октября 1959 года пилотажная группа пересела на четыре истребителя F-86 Sabre и была переименована в «Голубые Сабли».
В 1966 году последовало следующее преобразование группы. С 1966 по 1978 года эскадрилья летала на семи истребителях Northrop F-5 под своим новым названием «Чёрные Орлы». В 1978 году группу расформировали.
Новейшая история группы исчисляется с 12 декабря 1994 года, когда получила в своё распоряжение шесть лёгких двухместных штурмовика американского производства A-37 Dragonfly. В 2009 году группа получила новые самолеты T-50 Golden Eagle, впервые выступив на них 22 сентября 2009 года на праздновании 60-й годовщины Военно-воздушных сил Республики Корея.

## Самолёты
- 1953 - 1954 - North American P-51 Mustang
- 1954 - 1959 - T-33 Shooting Star
- 1959 - 1966 - North American F-86 Sabre
- 1966 - 1978 - Northrop F-5 Freedom Fighter
- 1978 - 1994 - Расформирована
- 1994 - 2007 - Cessna A-37 Dragonfly
- 2007 - наст. время - T-50 Golden Eagle

## Галерея

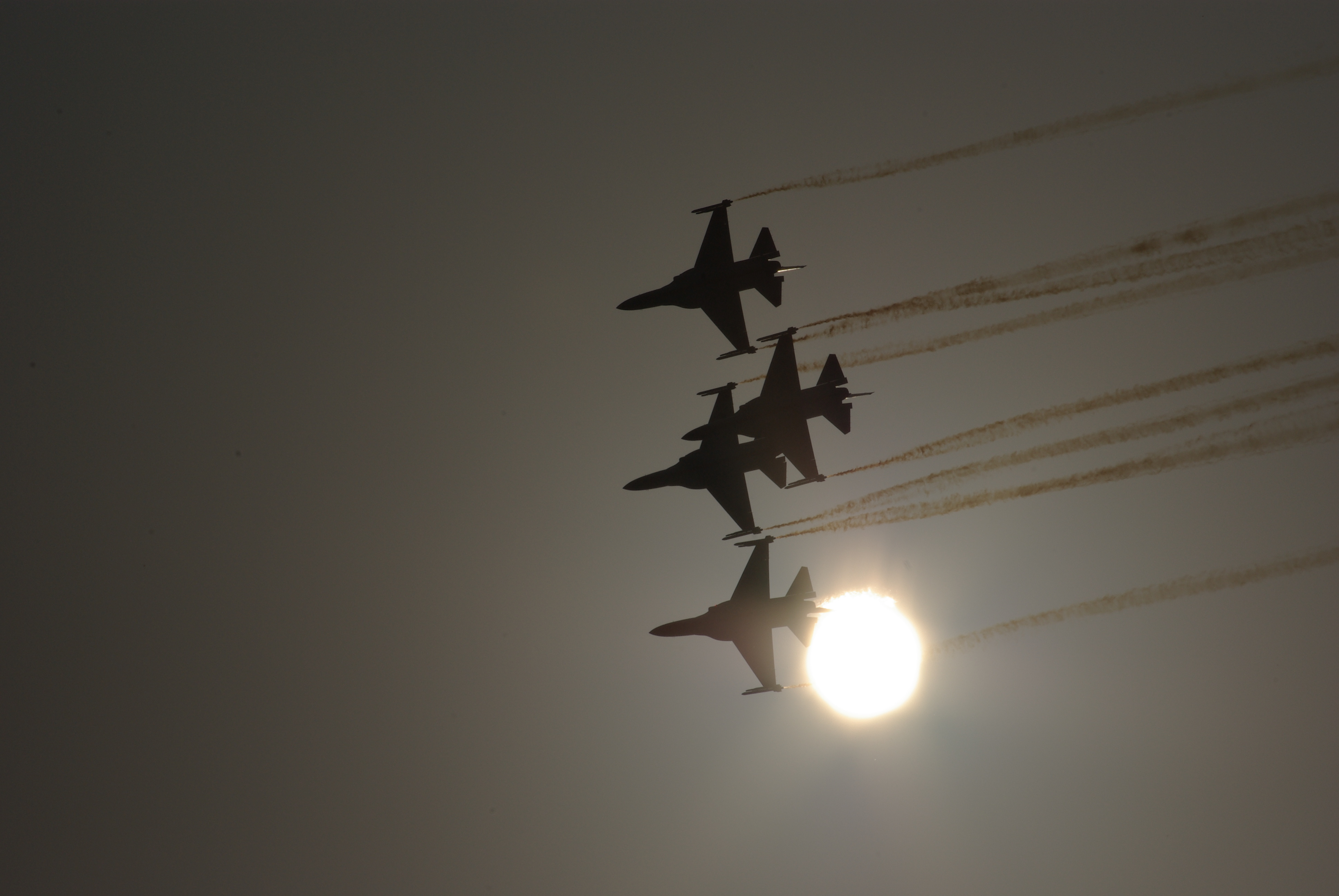
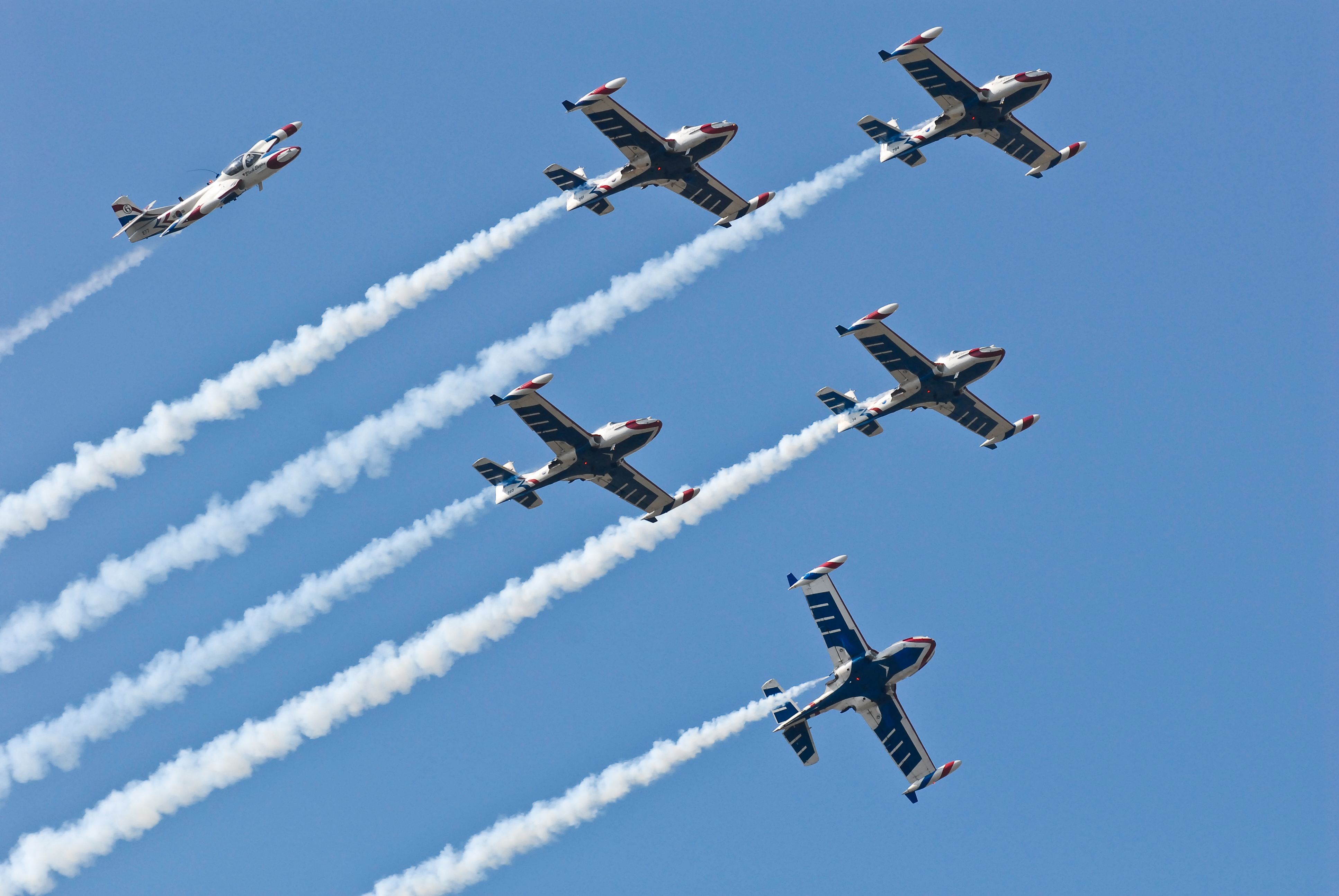
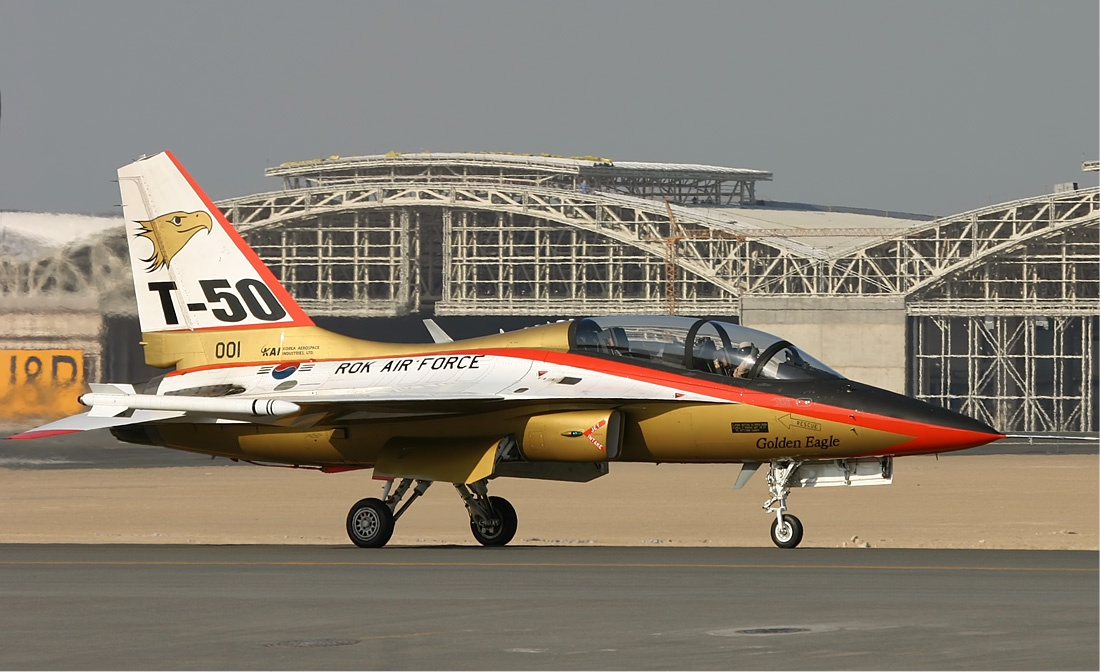